# Bomberman Hero
Bomberman Hero (ボンバーマンヒーロー　～ミリアン王女を救え!～, Bonbāman Hīrō ~Mirian-Ōjo wo Sukue!~) est un jeu vidéo d'action sorti en 1998 sur Nintendo 64. Le jeu a été développé et édité par Hudson Soft au Japon, mais édité par Nintendo en Amérique du Nord et en Europe.